# Дональд Кін
Дональд Лоуренс Кін (18 червня 1922 — 24 лютого 2019) — американський японіст, історик, викладач, письменник і перекладач японської літератури. Кін був почесним професором Колумбійського університету, де викладав понад 50 років. Невдовзі після землетрусу та цунамі в Тохоку у 2011 році він вийшов на пенсію, назавжди переїхав до Японії та отримав громадянство під іменем Кін Донарудо (キ－ン ドナルド). Це також був його поетичний псевдонім.

## Ранні роки та освіта
Кін народився 1922 року в районі Флетбуш у Брукліні, Нью-Йорк. Навчався у старшій школі імені Джеймса Медісона. Він отримав ступінь бакалавра у Колумбійському університеті у 1942 році та навчався у таких видатних викладачів, як Марк Ван Дорен, Мозес Хадас, Ліонель Тріллінг і Жак Барзун. Потім він вивчав японську мову в «Школі японської мови у США» («Japanese language education in the United States») у місті Боулдер, штат Колорадо, а також у Берклі, штат Каліфорнія. Він служив розвідником в регіоні Тихого океану під час Другої світової війни. Після звільнення зі складу ВМС США він повернувся до Колумбійського університету, де здобув ступінь магістра у 1947 році.
Кін навчався один рік у Гарвардському університеті, перед тим як перевестися до Кембриджського університету як стипендіат, де він отримав вже другий ступінь магістра. Пізніше став стипендіатом коледжу Тіла Христового в Кембриджі, з 1948 по 1954 рік, а також був лектором університету з 1949 по 1955 рік. У 1953 році він також навчався у Кіотському університеті й отримав ступінь доктора філософії у Колумбійському університеті в 1949 році. Кін вважає Рюсаку Цуноду своїм наставником у цей період життя.
Під час перебування в Кембриджі Кін зустрівся з Артуром Уейлі, який був відомий своєю перекладацькою діяльністю в класичній китайській та японській літературі. Для Кіна переклади китайської та японської літератури Уейлі були справжнім натхненням, у нього навіть виникла думка стати другим Уейлі.

## Кар'єра
Кін був японістом, який опублікував близько 25 книг англійською мовою на японську тематику, включаючи як дослідження японської культури та літератури, так і переклади японської класичної та сучасної літератури. Одна з найвидатніших робіт — чотиритомна історія японської літератури. Крім того, Кін опублікував близько 30 книг японською мовою, деякі з яких були перекладені з англійської. Також він був президентом Фонду японської культури Дональда Кіна.
У 2008 році Кін був нагороджений японським урядом Орденом Культури, що є однією з найвищих нагород, яка вручається імператорською родиною. Він став першим іноземцем, який зміг отримати цю нагороду. Незабаром після землетрусу та цунамі в Тохоку у 2011 році, Кін вийшов на пенсію та переїхав до Японії назавжди. Він отримав японське громадянство і взяв ім'я Кін Донарудо (キーン ドナルド). Це вимагало від нього відмовитися від американського громадянства, оскільки Японія не дозволяє подвійного громадянства.
Кін був добре відомий і шанований в Японії, і його переїзд туди після землетрусу був високо оцінений самими японцями. 

## Особисте життя
У 2013 році Кін всиновив гравця на шямісені Сейкі Уехару. Кін не був одружений.
Кін помер від зупинки серця 24 лютого 2019 року у Токіо, йому було 96 років.

## Вибрані твори
Узагальнюючи творчість Кіна, OCLC та WorldCat виділяє близько 600 творів у 1400 виданнях 16 мовами і більше ніж 39000 примірників у бібліотечних фондах.
| Original Publication | Translation(s) |
| --- | --- |
| The Battles of Coxinga: Chikamatsu's Puppet Play, Its Background and Importance (Taylor's Foreign Pr, 1951)                                                                        | |
| The Japanese Discovery of Europe: Honda Toshiaki and other discoverers 1720–1952 (Routledge and K. Paul, 1952)                                                                     | 日本人の西洋発見 (錦正社, 1957) ніхонджін но сейю хаккен 日本人の西洋発見 (中公叢書, 1968)                                                       |
| Japanese Literature an Introduction for Western Readers (Grove Pr, 1 червня 1955)                                                                                                  | |
| Modern Japanese Literature: An Anthology (Grove Pr, 1 червня 1956) | |
| Living Japan (Doubleday, 1959) | 生きている日本 (朝日出版社, 1973) ікітеіру ніхон Перероблене видання опубліковане як 果てしなく美しい日本 (講談社学術文庫, 2002)                 |
| Major Plays of Chikamatsu (Columbia University Press, 1 січня 1961) | |
| Four Major Plays of Chikamatsu (Columbia University Press, 1 червня 1961) | |
| Donald Keene, Kaneko Hiroshi (photography) & Jun'ichirō Tanizaki (introduction), Bunraku: The Art of the Japanese Puppet Theatre (kodansha International, 1965)                    | 文楽 (講談社, 1966) бунраку |
| Japanese Discovery of Europe, 1720–1830. Перероблене друге видання (Stanford University Press, 1 червня1969)                                                                       | |
| The Manyoushu (Columbia University Press, 1969) | |
| Twenty Plays of the Noh Theatre (Columbia University Press, 1 січня 1970) | |
| War-Wasted Asia: letters, 1945–46 (Kodansha International, 1975) | 昨日の戦地から (中央公論新社, 2006) кіноу но сенчі кара                                                                                          |
| Landscapes and Portraits: Appreciations of Japanese culture (Kodansha International, 1978)                                                                                         | |
| Meeting with Japan (学生社, 1979) | 日本との出会い (中央公論社, 1972) ніхон тоно деай                                                                                                |
| Some Japanese Portraits (Kodansha Amer Inc, 1978/9) | 日本文学散歩 (朝日選書, 1975) ніхон бунґаку санпо                                                                                                |
| Travels in Japan (Gakuseisha, 1981) | 日本細見 (中央公論社, 1980) ніхонсайкен |
| Dawn to the West: Japanese Literature of the Modern Era; Fiction (Holt Rinehart & Winston, 1 квітня 1984) Третя частина "A History of Japanese Literature"                         | |
| * Dawn to the West: Japanese Literature in the Modern Era; Poetry, Drama, Criticism (Holt Rinehart & Winston, 1 квітня1984) Четверта книга "A History of Japanese Literature"      | |
| Dawn to the West: Japanese Literature in the Modern Era (Henry Holt & Co, 1 вересня 1987)                                                                                          | |
| The Pleasures of Japanese Literature (Columbia University Press, 1 жовтня 1988; ISBN 0-231-06736-4)                                                                                | 古典の愉しみ (JICC, 1992) котен но таношімі Пізніше опубліковано у 宝島社, 2000.                                                                 |
| Donald Keene with Herbert E. Plutschow, Introducing Kyoto (Kodansha Amer Inc, 1 квітня 1989)                                                                                       | |
| Travelers of a Hundred Ages: The Japanese As Revealed Through 1,000 Years of Diaries (Diane Pub Co, 1 червня 1989)                                                                 | 百代の過客 日記にみる日本人 (朝日選書, 1984 and 1988) хякудай но какаку: ніккіні міру ніхонджін Пізніше опубліковано в Asahi, 2011 і 2012        |
| Modern Japanese Novels and the West (Umi Research Pr, 1 липня 1989) | |
| No and Bunraku: Two Forms of Japanese Theatre (Columbia University Press, 1 грудня 1990)                                                                                           | 能・文楽・歌舞伎 (講談社, 2001) нох, бунраку, кабукі                                                                                             |
| Appreciations of Japanese Culture (Kodansha Amer Inc, 1 квітня 1991) | |
| Donald Keene with Ooka Makoto, The Colors of Poetry: Essays in Classic Japanese Verse (Katydid Books, 1 травня 1991)                                                               | |
| Travelers of a Hundred Ages (Henry Holt & Co, 1 серпня 1992) | |
| Seeds in the Heart: Japanese Literature from Earliest Times to the Late Sixteenth Century (Henry Holt & Co, 1 червня1993) Перша книга "A History of Japanese Literature"           | |
| On Familiar Terms: A Journey Across Cultures (Kodansha Amer Inc, 1 січня 1994) Переробка колонки японської газети 1990–1992 років.                                                 | このひとすじにつながりて (朝日選書, 1993) коно хітосуджі ні цунаґаріте                                                                           |
| Modern Japanese Diaries: The Japanese at Home and Abroad As Revealed Through Their Diaries (Henry Holt & Co, 1 березня 1995) Пізніше надруковано в Columbia University Press, 1999 | |
| The Blue-Eyed Tarokaja: A Donald Keene Anthology (Columbia University Press, 1 червня 1996)                                                                                        | 碧い眼の太郎冠者 аой ме но тароукая |
| On Familiar Terms: To Japan and Back, a Lifetime Across Cultures (Kodansha Amer Inc, 1 квітня 1996)                                                                                | |
| もう一つの母国、日本へ – Living in Two Countries (Kodansha International, 1999) Двомовний текст англійською та японською мовами                                                    | |
| Donald Keene з Anne Nishimura & Frederic A. Sharf, Japan at the Dawn of the Modern Age: Woodblock Prints from the Meija Era, 1868–1912 (Museum of Fine Arts Boston, 1 травня 2001) | |
| Emperor of Japan: Meiji and His World, 1852–1912 (Columbia University Press, 1 квітня 2002)                                                                                        | 明治天皇 (新潮社, 2001) мейджі тенноу Also видано в 4 томах, 2007.                                                                               |
| Donald Keene з Lee Bruschke-Johnson & Ann Yonemura, Masterful Illusions: Japanese Prints from the Anne Van Biema Collection (University of Washington Pr, 1 вересня 2002)          | |
| Five Modern Japanese Novelists (Columbia University Press, 1 грудня 2002) | 思い出の作家たち―谷崎・川端・三島・安部・司馬 (新潮社, 2005) омоіде но саккатачі: Танідзакі, Кавабата, Мішіма, Абе, Шіба                         |
| Yoshimasa and the Silver Pavilion: The Creation of the Soul of Japan (Columbia University Press, 1 листопада 2003)                                                                 | 足利義政と銀閣寺 (中央公論新社, 2008) Йошімаса то ґінкакуджі                                                                                     |
| Frog in the Well: Portraits of Japan by Watanabe Kazan 1793–1841 (Asia Perspectives),(Columbia Univ. Press, 2006)                                                                  | 渡辺崋山 (新潮社, 2007) Ватанабе Кадзан |
| Chronicles of My Life: An American in the Heart of Japan. (Columbia University Press, 2008)                                                                                        | 私と20世紀のクロニカル』 (中央公論新社, 2007) ваташі то 20 сейкі но куронікару Пізніше надруковано як ドナルド・キーン自伝 (中公公論新社, 2011). |
| So Lovely A Country Will Never Perish: Wartime Diaries of Japanese Writers (Columbia University Press, 2010)                                                                       | 日本人の戦争 作家の日記を読む (文藝春秋, 2009) ніхонджін но сенсоу: сакка но ніккі о йому                                                        |
| The Winter Sun Shines In: A Life of Masaoka Shiki (Columbia University Press, 2013)                                                                                                | 正岡子規 (新潮社, 2012) Масаока Шікі |

### Роботи японською мовою
| 日本の文学 (筑摩書房, 1963) ніхон но бунґаку                                                                                         |
| 日本の作家 (中央公論社, 1972) ніхон но сакка                                                                                         |
| Tokuoka Takao and Donald Keene, 悼友紀行 三島由紀夫の作品風土 (中央公論社, 1973)                                                     |
| ドナルド・キーンの日本文学散歩. Колонка в Asahi Weekly 週刊朝日, 8 січня 1957 – 26 вересня 1975 Донарудо Кін но ніхонбунґаку санпо   |
| ドナルド・キーンの音盤風刺花伝 (音楽之友社, 1977) Пізніше видано як わたしの好きなレコード ваташі но сукіна рекоодо                  |
| 日本文学を読む (新潮選書, 1977) ніхонбунґаку о йому                                                                                  |
| 日本の魅力 対談集 (中央公論社, 1979) ніхонґо но мірьоку                                                                              |
| 日本を理解するまで (新潮社, 1979) ніхон о рікайсуру маде                                                                             |
| 日本文学のなかへ (文藝春秋, 1979) ніхонбунґаку но накахе                                                                             |
| 音楽の出会いとよろこび (音楽之友社, 1980) онґаку но деай то йорокобі Пізніше надруковано 中央公論社 1992.                            |
| ついさきの歌声 (中央公論社, 1981) цуісакі но утаґое                                                                                  |
| 私の日本文学逍遥 (新潮社, 1981) ваташі но ніхонбунґаку шьоуйо                                                                        |
| 日本人の質問 (朝日選書, 1983) ніхонджін но шіцумон                                                                                   |
| 百代の過客 日記にみる日本人. Колонка в Asahi Evening News, 4 липня 1983 – 13 квітня 1984. хякудай но какаку: ніккі німіру ніхонджін  |
| 少し耳の痛くなる話 (新潮社, 1986) сукоші мімі но ітакунару ханаші                                                                    |
| このひとすじにつながりて. Колонка в Asahi Evening News, 7 січня 1990 – 9 лютого1992. коно хітосуджі ні цунаґаріте                    |
| 古典を楽しむ 私の日本文学 (朝日選書, 1990) коден о таношіму: ваташі но ніхонбунґаку                                                  |
| 日本人の美意識 (中央公論, 1990) ніхонджін но біішікі                                                                                 |
| 声の残り 私の文壇交遊録 (Asahi, 1992) кое но нокорі: ваташі но бундан коую року                                                      |
| 日本語の美 (中公文庫, 2000) ніхонґо но бі                                                                                            |
| 日本文学は世界のかけ橋 (たちばな出版, 2003) ніхонбунґаку ва секай но какебаші                                                        |
| Jakucho Setouchi, Donald Keene & Shunsuke Tsurumi, 同時代を生きて 忘れえぬ人びと (岩波書店, 2004) джьодай о ікіте васуреену хітобіто |
| 私の大事な場所 (中央公論新社, 2005/2010) ваташі но дайджіна башьо                                                                    |
| Donald Keene and Setouchi Jakuchou, 日本を、信じる (中央公論新社, 2012)                                                              |
| 私が日本人になった理由―日本語に魅せられて (PHP研究所, 2013) ваташі ґа ніхонджін ні натта рюу – ніхонґо ні місерарете                 |

## Почесні ступені
Кін був нагороджений різними почесними докторськими ступенями:
- Кембриджський університет (1978)
- Коледж Міддлбері (Вермонт, 1995)
- Колумбійський університет (Нью-Йорк, 1997)
- Університет Тохоку (Сендай, 1997)
- Університет Васеда (Токіо, 1998)
- Токійський університет іноземних мов (Токіо, 1999)
- Коледж Кейва (Ніїґата, 2000)
- Університет Кіото Санґіо (Кіото, 2002)
- Університет Кьорін (Токіо, 2007)
- Університет Тойо (Токіо, 2011)
- Японський жіночий університет (Токіо, 2012)
- Університет Нісеґакушя (Кіото, 2012)
- Університет Досішя (Кіото, 2013)

## Нагороди та подяки
- Стипендія Гуггенхайма, 1961
- Премія Кікучі Кан (Товариство розвитку японської культури Кікучі Кан Шо), 1962. [14]
- Премія Ван Амерінгена за видатну книгу, 1967
- Кокусай Шуппан Бунка Шо, 1971
- Премія Ямагата Банто, 1983 рік
- Премія Японського фонду, 1983
- Літературна премія Йоміурі, 1985
- Нагорода за відмінні досягнення (випускники факультетів Колумбійського університету), 1985
- Ніхон Бунгаку Тайшо, 1985
- Центр японської культури Дональда Кіна при Колумбійському університеті, названий на честь Кіна, 1986 рік
- Премія NBCC (The National Book Critics Circle) Івана Сандрофа за життєві досягнення у видавничій справі, 1990
- Азійська премія культури Фукуока, 1991
- Іноуе Ясуші Бунка Шьо Дзайдан, 1995
- Нагорода за видатні досягнення (від Токійського американського клубу) (за життєві досягнення та унікальний внесок у міжнародні відносини), 1995
- Нагорода Пошани (від Японського товариства Північної Каліфорнії), 1996
- Премія Асахі, 1997
- Премія Анґо (з Нііґати, Нііґата ), 2010

## Національні відзнаки та нагороди
- ( Орден Вранішнього Сонця, Золота зі стрічкою ІІІ ступеня, 1975 р.)
- ( Орден Вранішнього Сонця, Золота і Срібна Зірка ІІ ступеня, 1993)
- (Орден культури (Бунка каншьо), 2008)

1. 1 2 3 4 5 6 7 8  Contemporary Authors — Gale. — ISSN 0275-7176; 0010-7468
2. 1 2 3 4  Чеська національна авторитетна база даних
3. ↑  Bibliothèque nationale de France BNF: платформа відкритих даних — 2011.
4. ↑  Shavit, David (1990). The United States in Asia: a historical dictionary. New York: Greenwood Press. ISBN 978-0-313-26788-8.
5. ↑  Marcia, Marcia, Marcia!. Surviving the Bible. 1517 Media. 1 вересня 2018. с. 89—96.
6. ↑  [October]. The Papers of Thomas Jefferson: Retirement Series, Volume 12. Princeton University Press. с. 47—153.
7. ↑  Cary, Otis; Keene, Donald, ред. (1975). War-wasted Asia: letters, 1945-46 (вид. 1st ed). Tokyo ; New York : New York: Kodansha International ; [distributed by] Harper & Row. ISBN 978-0-87011-257-7.
8. ↑  Bowring, Prof. Richard John, (born 6 Feb. 1947), Professor of Japanese Studies, University of Cambridge, 1985–2012, now Emeritus; Master, Selwyn College, Cambridge, 2000–13, now Emeritus Fellow. Who's Who. Oxford University Press. 1 грудня 2007. Процитовано 20 березня 2024.
9. ↑  Donald Keene, Emperor of Japan: Meiji and His World. The Rise and Evolution of Meiji Japan. 31 травня 2019. с. 359—361. doi:10.1017/9781898823957.031. Процитовано 20 березня 2024.
10. ↑  Miner, Earl; Dazai, Osamu; Keene, Donald; Kawabata, Yasunari; Seidensticker, Edward G.; Mishima, Yukio; Weatherby, Meredith; Noma, Hiroshi; Frechtman, Bernard (1957). Traditions and Individual Talents in Recent Japanese Fiction. The Hudson Review. Т. 10, № 2. с. 302. doi:10.2307/3848876. ISSN 0018-702X. Процитовано 20 березня 2024.
11. ↑  NAEA News, Volume 61, Number 1, February-March 2019. NAEA News. Т. 61, № 1. 1 січня 2019. с. 1—40. doi:10.1080/01606395.2019.1560210. ISSN 0160-6395. Процитовано 20 березня 2024.
12. ↑  Keene, Ann T. (2008-04). Hope, Bob (30 May 1903–17 July 2003), comedian. American National Biography Online. Oxford University Press.
13. ↑  Arntzen, Sonja; Keene, Donald (1994). Seeds in the Heart: Japanese Literature from Earliest Times to the Late Sixteenth Century. Monumenta Nipponica. Т. 49, № 2. с. 229. doi:10.2307/2385170. ISSN 0027-0741. Процитовано 20 березня 2024.
14. ↑  "Professor Gets Prize; Keene of Columbia Cited for Work in Japanese Letters," New York Times. March 5, 1962.